# Старомайнский район
Старома́йнский райо́н — административно-территориальная единица (административный район) и муниципальное образование (муниципальный район) на северо-востоке Ульяновской области России.
Административным центром района определён рабочий посёлок Старая Майна.

## География района
Протяжённость территории с севера на юг 59 км, с запада на восток 47 км.
Территория района составляет 2044,1 тыс. км² или 5,5 % всей территории области.
Старомайнский район граничит:
- на севере и востоке со Спасским районом Республики Татарстан
- на юго-востоке с Мелекеским районом
- на юге с Чердаклинским районом
- на западе по Куйбышевскому водохранилищу проходит граница с Тетюшским районом Татарстана.

Плодородие земель колеблется от 32 до 88 баллов. Средний балл по плодородию составляет 58 баллов. На сегодняшний день 117474 га или 57,5 % из общей площади земель составляют земли сельскохозяйственного назначения, из которых 38000 га или 32,3 % не используются.

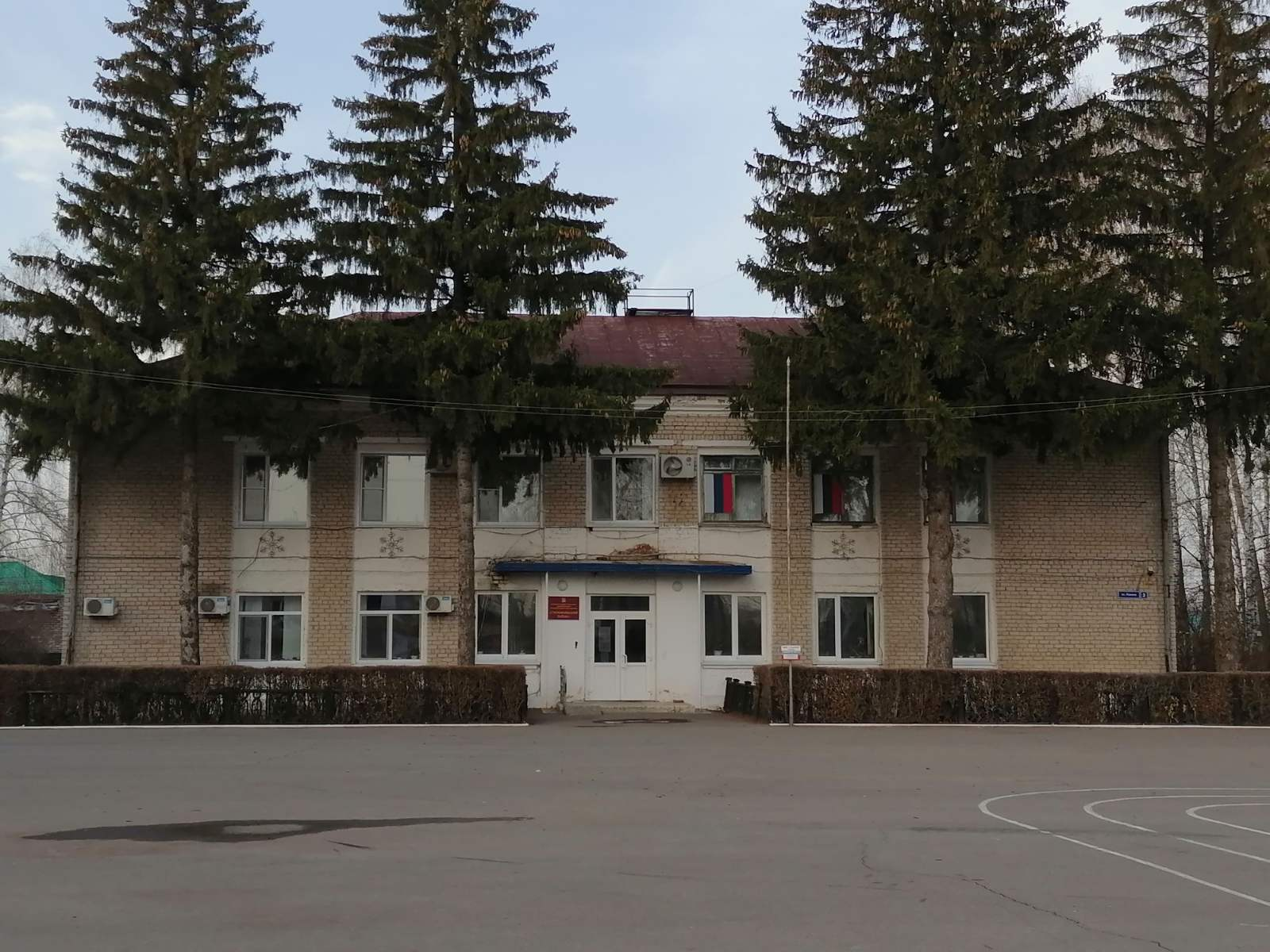
Административное здание, Ст. майна.

Территория района представляет собой волнистую равнину, расчленённую долиной реки Майны на две относительно равноценные части — северную и южную. Наибольшей расчленённостью рельефа отличается южная часть, которая лежит на водоразделе рек Майна — Утка и представляет собой возвышенную волнистую, местами, всхолмленную равнину, характеризующуюся густой гидрографической сетью. Пойма р. Майна, в основном изобилует многочисленными оврагами, болотами, старицами и протоками.
Главные водные артерии района — р. Урень, р. Майна, р. Утка  и р. Красная. На берегу Старомайнского залива расположена одна из самых популярных в Ульяновской области зон отдыха (пионерские лагеря, турбазы, дома отдыха). Вблизи Старой Майны в акватории Куйбышевского водохранилища расположены Головкинские острова. Старомайнский район славится своими охотничьими угодьями.

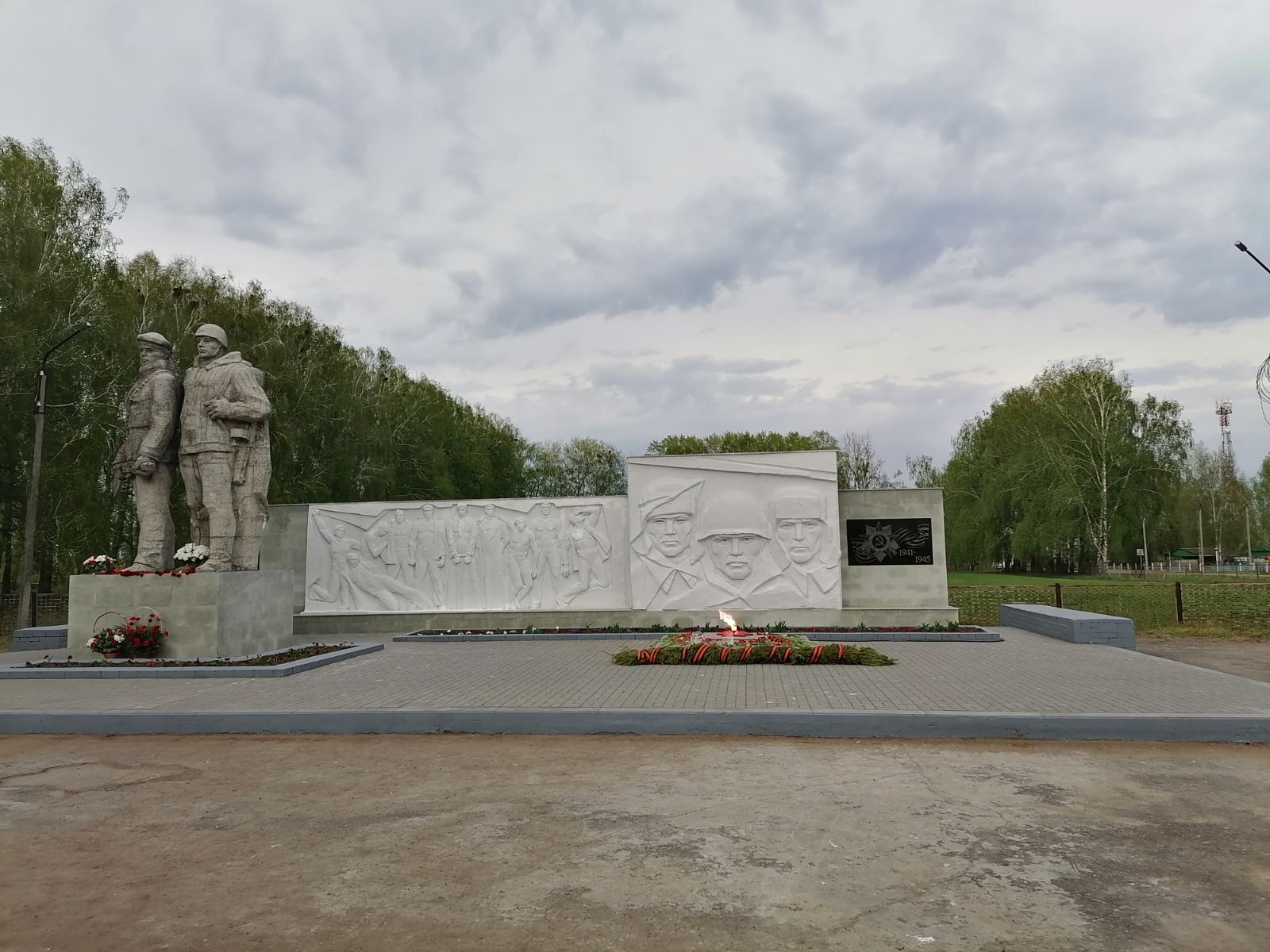
Вечный огонь, ск-р Клюев Анатолий Иванович. Ст. Майна (9.05.2021).

По почвенному районированию области территория Старомайнского района относится к восточному почвенному району. Основной фонд почвенного покрова района составляют чернозёмы, которые занимают 61,9 % от площади района. По мощности гумусового горизонта встречаются чернозёмы мощные (от 80 до 120 см.) и среднемощные 40 до 80 см.), а по содержанию гумуса — среднегумусные (гумуса 6,9 %), малогумусные (4-6 %), слабогумусированные (гумуса меньше 4 %).
На территории района имеется большое количество торфяных месторождений.                                                                                                                        

Вечный огонь, Ст. Майна.

Протяжённость автомобильных дорог с твердым покрытием составляют 304,8 км. Основные трассы: Ульяновск — Старая Майна — Набережные Челны. Расстояние до областного центра г. Ульяновска — 70 км, до г. Димитровграда — 90 км, до аэропорта «Ульяновск-Восточный» — 30 км.

## История

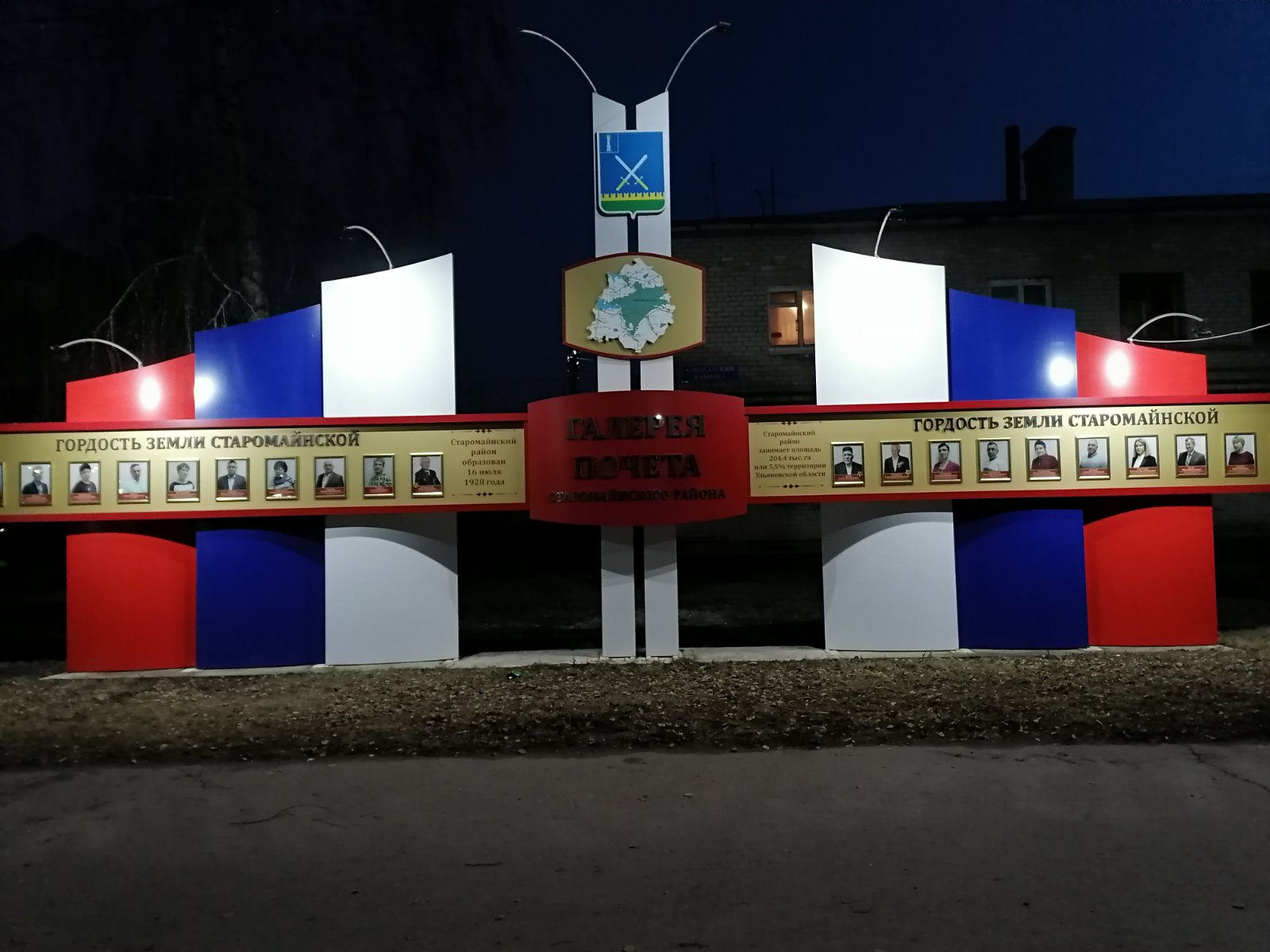
Доска Почёта, Ст. Майна.

Старомайнский район образован 16 июля 1928 года и вошёл в состав Ульяновского округа Средне-Волжской области.
С 1929 года — в Средне-Волжском крае.
В 1930 году, с упразднением Ульяновского округа, на прямую подчинен Средне-Волжскому краю.
21 февраля 1931 года Старо-Майнский район был ликвидирован, а территория вошла в состав Чердаклинского района.

Памятник Ленину в Ст. Майне.

5 февраля 1935 года Старомайнский район вновь образован в прежних границах.
С 1935 года — в Куйбышевском крае.
С 1936 — в Куйбышевской области.
С 19 января 1943 года — в Ульяновской области.
В 1953—1957 годах, при создании Куйбышевского водохранилища, были затоплены населённые пункты района: Головкино, Старый Урень, Старая Грязнуха, Новая Грязнуха, Валдай, Сталино, Парашино, Старая Зеленовка, Никольский Выселок (Малая Зеленовка), Труженик, Потаповка, Нижняя Матросовка, Плуг.                                                                                                                                                                  

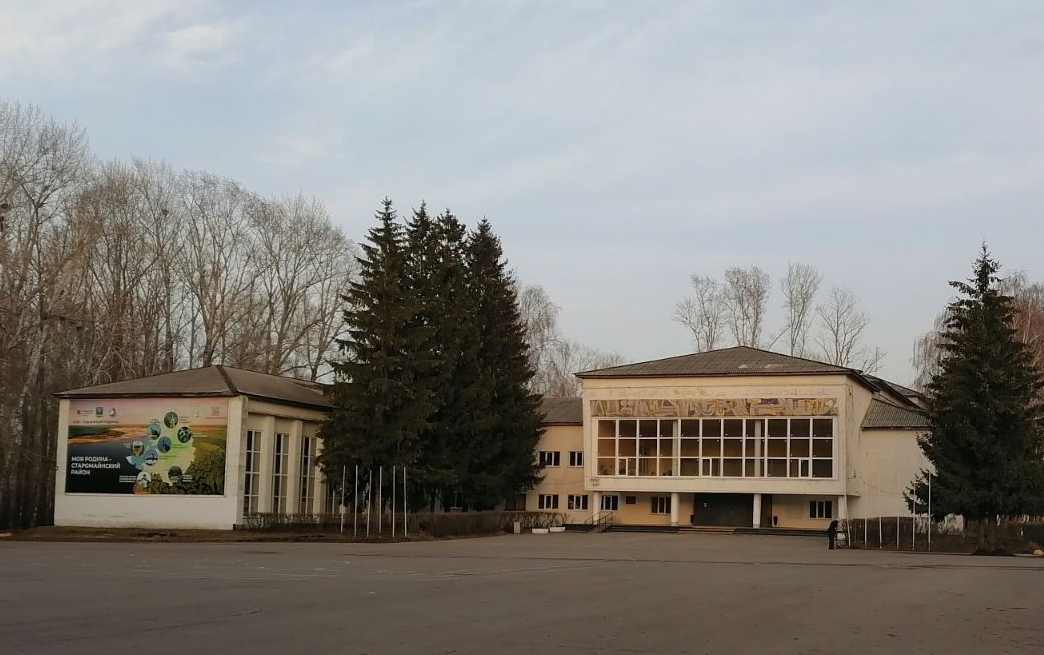
Районный дом культуры, Ст. Майна.

2 ноября 1956 года в состав района вошла часть территории упраздненного Малокандалинского района.
Указом ПВС РСФСР № 741 / 84 от 1 февраля 1963 года Старомайнский район был упразднён, а его территория вошла в Чердаклинский сельский район. Указом ПВС РСФСР от 12 января 1965 года Старомайнский район вновь был восстановлен в тех же границах.
Летом 1988 года между реками Майна и Утка проходили изыскательные работы по строительству Ульяновской АЭС.
29 мая 2005 года территория района была поделена на одно городское и шесть сельских поселений.
20 сентября 2005 года утверждён флаг района и внесён в Государственный геральдический регистр Российской Федерации с присвоением регистрационного номера 2208. См. статью: Флаг Старомайнского района

## Население района
| 1939    | 1989    | 2002    | 2009    | 2010    | 2011    | 2012    | 2013    | 2014    |
| ------- | ------- | ------- | ------- | ------- | ------- | ------- | ------- | ------- |
| 30 344  | ↘20 493 | ↘20 229 | ↘19 254 | ↘18 132 | ↘18 082 | ↘17 795 | ↘17 641 | ↘17 425 |
| 2015    | 2016    | 2017    | 2018    | 2019    | 2020    | 2021    | 2024    | 2025    |
| ↘17 343 | ↘17 149 | ↘16 993 | ↘16 658 | ↘16 276 | ↘16 042 | ↘15 170 | ↘14 556 | ↘14 258 |

Общая численность населения по переписи 2010 года составляла 18 132 человек, в том числе трудоспособного возраста 11,3 тыс. чел. или 56,5 %.
Городское поселение составляет 34,5 %, сельское — 65,5 % от общей численности.
В структуре национального состава — указана национальность — 17 472 из них: 14 010 (80,2 %) — русские, 1370 (7,8 %) — татары, 1255 (7,2 %) — чуваши, 323 (1,8 %) — мордва.

## Административное деление
Старомайнский административный район в рамках административно-территориального устройства области делится на 1 поселковый округ и 6 сельских округов.
Поселковые округа соответствуют городским поселениям, сельские округа — сельским поселениям.
В Старомайнском районе 39 населённых пунктов в составе одного городского и шести сельских поселений:
| № | Городское и сельские поселения     | Административный центр       | Количество населённых пунктов | Население | Площадь, км2 |
| - | ---------------------------------- | ---------------------------- | ----------------------------- | --------- | ------------ |
| 1 | Старомайнское городское поселение  | рабочий посёлок Старая Майна | 1                             | ↘5852     | 213,83       |
| 2 | Жедяевское сельское поселение      | село Жедяевка                | 7                             | ↘1153     | 331,72       |
| 3 | Кандалинское сельское поселение    | село Большая Кандала         | 8                             | ↘1831     | 464,79       |
| 4 | Краснореченское сельское поселение | село Красная Река            | 4                             | ↘1570     | 238,20       |
| 5 | Матвеевское сельское поселение     | село Матвеевка               | 9                             | ↘1461     | 452,53       |
| 6 | Прибрежненское сельское поселение  | село Прибрежное              | 7                             | ↘2760     | 208,05       |
| 7 | Урайкинское сельское поселение     | село Татарское Урайкино      | 3                             | ↘543      | 134,98       |

## Населённые пункты
В районе находятся 40 населённых пунктов, в том числе один рабочий посёлок и 39 сельских посёлков:
| №  | Населённый пункт            | Тип             | Население | Муниципальное образование          |
| -- | --------------------------- | --------------- | --------- | ---------------------------------- |
| 1  | Старая Майна                | рабочий посёлок | ↘5852     | Старомайнское городское поселение  |
| 2  | Айбаши                      | село            | 34        | Матвеевское сельское поселение     |
| 3  | Аристовка                   | село            | 91        | Жедяевское сельское поселение      |
| 4  | Арчиловка                   | деревня         | 134       | Жедяевское сельское поселение      |
| 5  | Базарно-Мордовский Юрткуль  | село            | 208       | Матвеевское сельское поселение     |
| 6  | Бекетовка                   | село            | 2         | Матвеевское сельское поселение     |
| 7  | Березовка                   | село            | 81        | Жедяевское сельское поселение      |
| 8  | Большая Кандала             | село            | ↘778      | Кандалинское сельское поселение    |
| 9  | Верхняя Матросовка          | село            | 0         | Жедяевское сельское поселение      |
| 10 | Волжское                    | село            | 71        | Жедяевское сельское поселение      |
| 11 | Волостниковка               | село            | 474       | Жедяевское сельское поселение      |
| 12 | Восход                      | посёлок         | 306       | Прибрежненское сельское поселение  |
| 13 | Грибовка                    | село            | 417       | Матвеевское сельское поселение     |
| 14 | Дмитриево-Помряскино        | село            | ↘1260     | Прибрежненское сельское поселение  |
| 15 | Ертуганово                  | село            | ↘269      | Кандалинское сельское поселение    |
| 16 | Жедяевка                    | село            | 550       | Жедяевское сельское поселение      |
| 17 | Ивановка                    | село            | ↘32       | Прибрежненское сельское поселение  |
| 18 | Кокрять                     | село            | 54        | Матвеевское сельское поселение     |
| 19 | Кологреевка                 | деревня         | ↘0        | Кандалинское сельское поселение    |
| 20 | Красная Поляна              | посёлок         | ↘16       | Краснореченское сельское поселение |
| 21 | Красная Река                | село            | ↗1338     | Краснореченское сельское поселение |
| 22 | Кременки                    | село            | ↘373      | Прибрежненское сельское поселение  |
| 23 | Кремёнские Выселки          | село            | ↘18       | Прибрежненское сельское поселение  |
| 24 | Лесная Поляна               | посёлок         | 281       | Кандалинское сельское поселение    |
| 25 | Лесное Никольское           | село            | ↘424      | Кандалинское сельское поселение    |
| 26 | Малая Кандала               | село            | ↘488      | Кандалинское сельское поселение    |
| 27 | Малиновка                   | деревня         | 0         | Прибрежненское сельское поселение  |
| 28 | Матвеевка                   | село            | 314       | Матвеевское сельское поселение     |
| 29 | Новиковка                   | село            | ↗512      | Краснореченское сельское поселение |
| 30 | Подлесно-Мордовский Юрткуль | деревня         | 21        | Матвеевское сельское поселение     |
| 31 | Прибрежное                  | село            | 1179      | Прибрежненское сельское поселение  |
| 32 | Русский Юрткуль             | село            | 425       | Матвеевское сельское поселение     |
| 33 | Русское Урайкино            | деревня         | ↘37       | Урайкинское сельское поселение     |
| 34 | Садовка                     | посёлок         | ↘17       | Краснореченское сельское поселение |
| 35 | Сартоновка                  | деревня         | ↘0        | Кандалинское сельское поселение    |
| 36 | Старое Рождествено          | село            | ↘322      | Кандалинское сельское поселение    |
| 37 | Татарское Урайкино          | село            | ↘535      | Урайкинское сельское поселение     |
| 38 | Успенское                   | село            | 15        | Жедяевское сельское поселение      |
| 39 | Шмелёвка                    | село            | 410       | Матвеевское сельское поселение     |
| 40 | Ясашное Помряскино          | село            | ↘206      | Урайкинское сельское поселение     |

Упразднённые населённые пункты:
- В разное время были упразднены населённые пункты района: д. Средние Мордовские Юрткули (упразднена в 1960-х гг.), д. Васильевка (Аристовский выселок) (упразднена в 1960-х гг.), д. Приютное (Сулацкий выселок) (упразднена в 1980-х гг.), д. Шингалеевка (ликвидирована во время коллективизации), д. Михайловка (упразднена в 1980-х гг.), д. Умовка (упразднена в 1980-х гг.), д. Алашеевка (упразднена в 1980-х гг.)[34]. Деревня Старый Урень (упразднена в 1955 г.), деревня Ольговка (упразднена в 1973 г.)[35]

Вновь созданные:
- 12 ноября 2020 года в Законодательное собрание Ульяновской области был внесён законопроект о создании нового населённого пункта — село Успенское[36][37]. 16 декабря 2020 года решением Законодательного собрания Ульяновской области в Старомайнском районе создан новый населенный пункт — село Успенское [38], а распоряжением Правительства РФ от 12.02.2021 года селу присвоено наименование “Успенское”[39][40].

## Экономика района

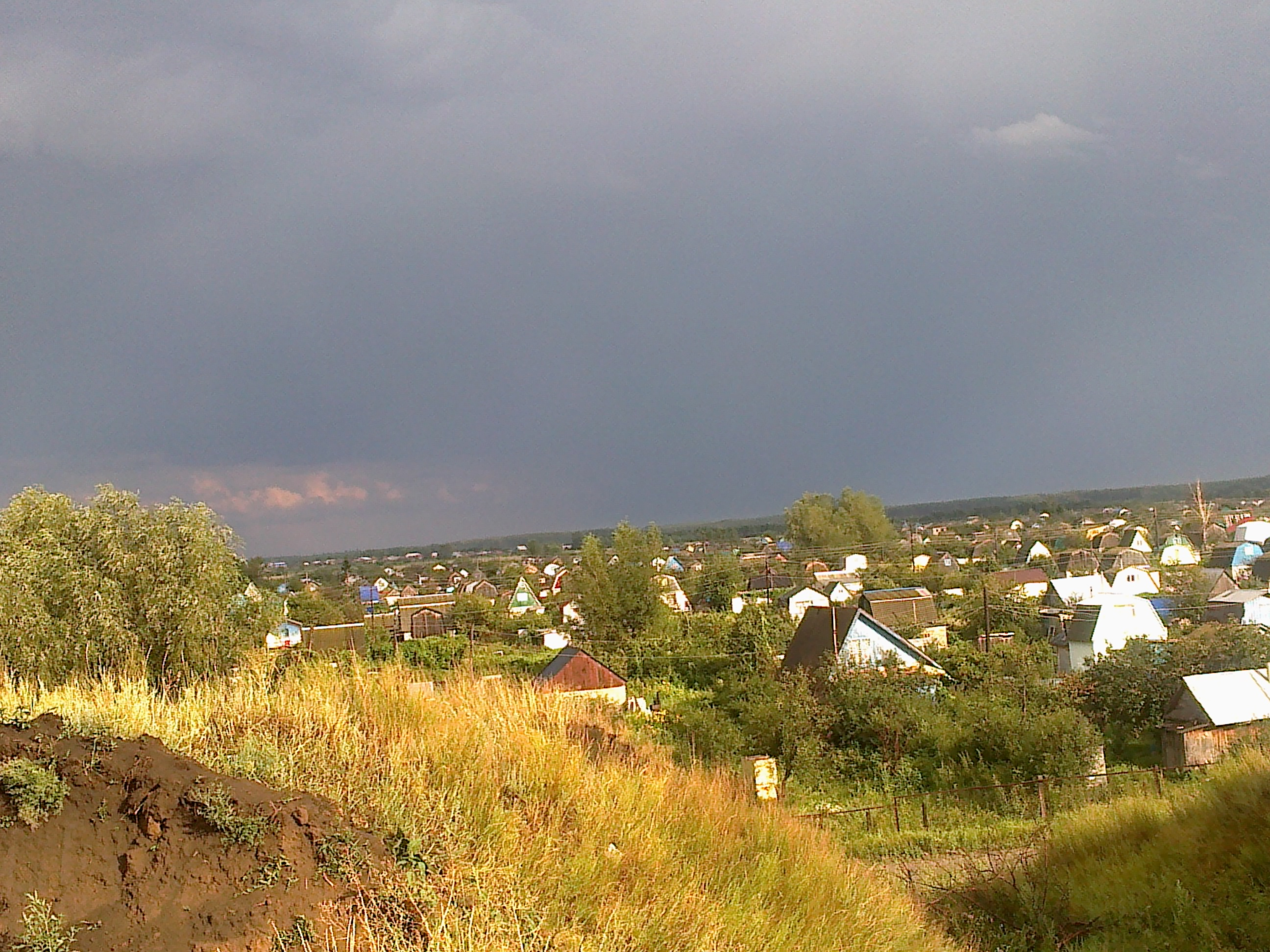
Одно из СНТ Старомайнского р-на.

Имеется три месторождения строительного песка: Старомайнское, Татурайкинское, и Ертугановское, а также Большекандалинское месторождение красной глины. Обнаружены сероводородные залежи и залежи нефти.
Одно из основных богатств района-лес. Земли лесного фонда занимают 21,7 % территории района. Ежегодно к реализации предлагаются более 100 тыс. м³ деловой древесины, в том числе хвойных пород — 36,5 тыс. м³, лиственных — 66,9 тыс. м³.
Район является аграрно-производственным. Ведущими отраслями экономики района являются сельское хозяйство и промышленность. По наличию земельных угодий, размерам сельскохозяйственного производства (валовой сбор зерна, производство мяса. молока) район относится к числу средних в Ульяновской области. Производство промышленной продукции на предприятиях района составляет 0,1 % от валового объёма производства области.

### Сельское хозяйство
Крупнейшими сельскохозяйственными товаропроизводителями района являются СПК «им Чапаева», СПК «Родина», ОО «Агро-Люкс», СКК «Кызыл-Су».

### Промышленность
За 2007 год объём промышленной продукции составил 217 млн руб.
Структура промышленности Старомайнского района по итогам 2007 года такова:
- машиностроение и металлообработка — 71 %
- пищевая промышленность — 23 %
- производство теплоэнергии и воды — 6 %

Крупнейшими компаниями района являются ЗАО «СЗМИ» (не существует с 2010 года), ОАО «ФОТИДА», ООО «Старомайнская энергетическая компания».

### Малый бизнес
На территории района действует 275 субъектов малого бизнеса.
Более 80 % субъектов малого предпринимательства занято в сфере торговли, оставшаяся часть предпринимателей занята в промышленности (лесозаготовка и лесопереработка, литейное производство, производство хлебобулочных и колбасных изделий, мясных полуфабрикатов, макаронных изделий), в сфере бытового обслуживания (парикмахерские услуги, ремонт сложной бытовой техники, теле-радио-аппаратуры) и общественного питания.

## Памятники природы
- Государственный памятник природы «Лесная Жемчужина»[41] — ООПТ УО
В состав памятника входят леса, расположенные в кварталах 12,13,17,18,22,23 ,53, 58, 63, 67,71 Кандалинского лесничества общей площадью 1226 га. Памятник создан 27 июля 1995 г постановлением Главы Администрации Ульяновской области. Основной лесообразующей породой является Сосна обыкновенная. Все кварталы «Лесной жемчужины» отнесены к генетическим резерватам. Здесь отобраны плюсовые деревья[42] с которых ежегодно собираются однолетние побеги в качестве прививочного материала, которые передаются в Кузоватовский лесосеменной центр.
- ГПП «Колония серых цапель»[43] — ООПТ УО
В 1972 году на территории квартала 34 Старомайнского лесничества, в крупном сосновом лесу возле деревни Красная Поляна образовалась колония серых цапель. Серая цапля это крупная перелетная птица живущая возле водоемов. Свои гнезда она строит, как правило на высоких деревьев. Серая цапля очень пуглива и осторожна. 
 Она очень редкая птица, занесенная в Красную книгу России, поэтому решением Ульяновского исполкома № 204 от 3 мая 1988 года участок леса в 34 квартале Старомайнского лесничества, занятый гнездованием этих птиц, был объявлен Государственным памятником природы. Колония эта очень крупная — в разные годы она насчитывает от 30 до 130 гнезд.
- ГПП «Берег орланов»[44] — ООПТ УО
В 1988 году Ульяновский облисполком принял решение создать в кварталах 1 и 2 Старомайнского лесничества Государственный памятник природы «Берег орланов» (В 5,5 км на север от р.п. Старая Майна). Именно здесь очень много гнезд орланов-белохвостов, занесенных в Красную книгу России. Орлан-белохвост самая крупная птица России. Во всей России Орланов-белохвостов всего лишь несколько десятков гнездящихся пар.
- Родники и Святые источники Старомайнского района[45].

## Религия
- Церкви Старомайнского района относятся к Мелекесской епархии РПЦ [46][47]: Храм Космы и Дамиана (Кокрять); Богоявленский храм (Старая Майна); Боголюбская церковь (Ивановка); Казанская церковь (Дмитриево-Помряскино); Покровская церковь (Новиковка); Покровская церковь (Красная Река); Вознесенский храм (Головкино); Михайло-Архангельская церковь (Кремёнки); Церковь Михаила Архангела (Русский Юрткуль).
- В районе есть мечети.
- 19 июня 2018 года на территории экопарка «Русский берег» в посёлке Старая Майна (ныне с. Успенское) открылась скульптура Святой Троицы[48].

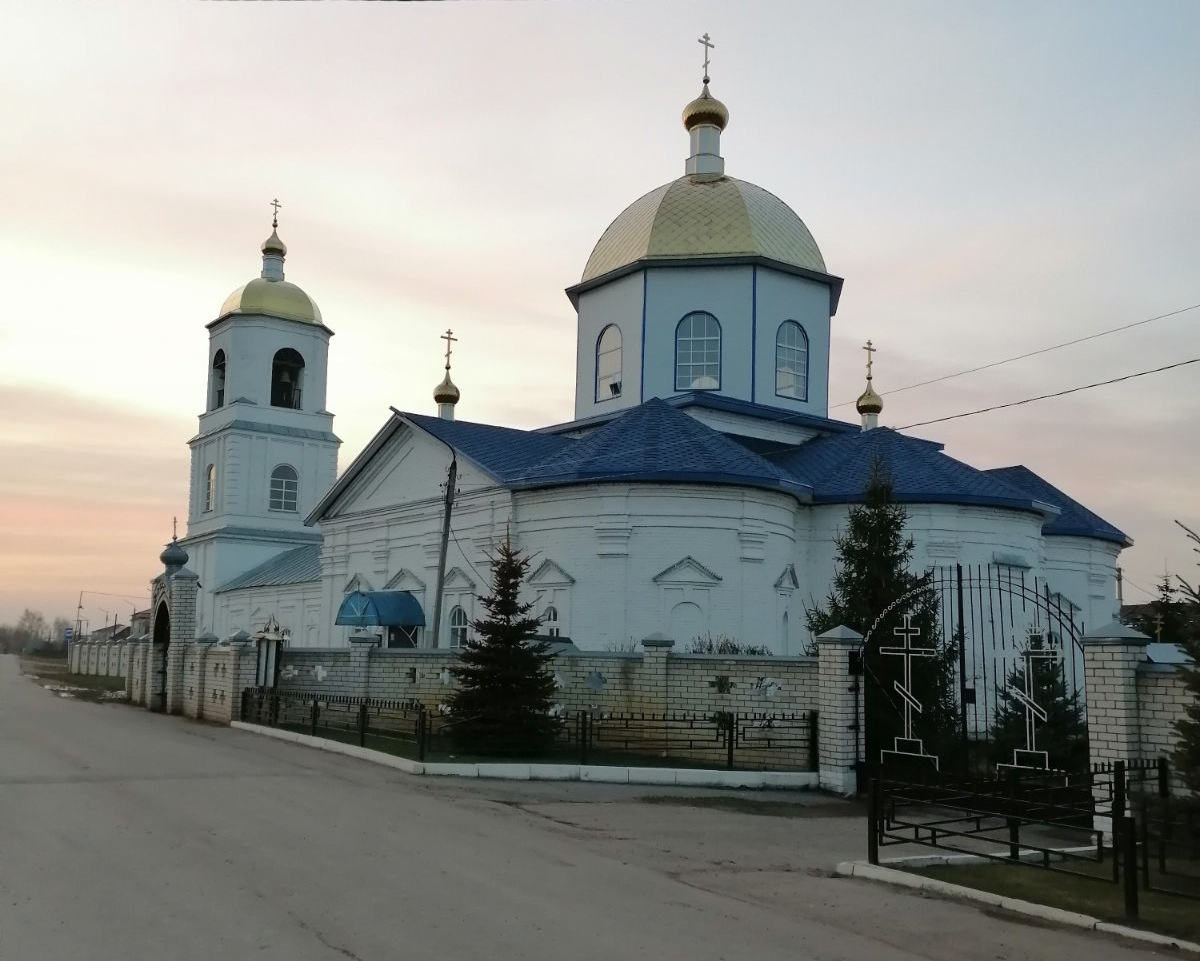
Церковь Богоявления Господня, Старая Майна.
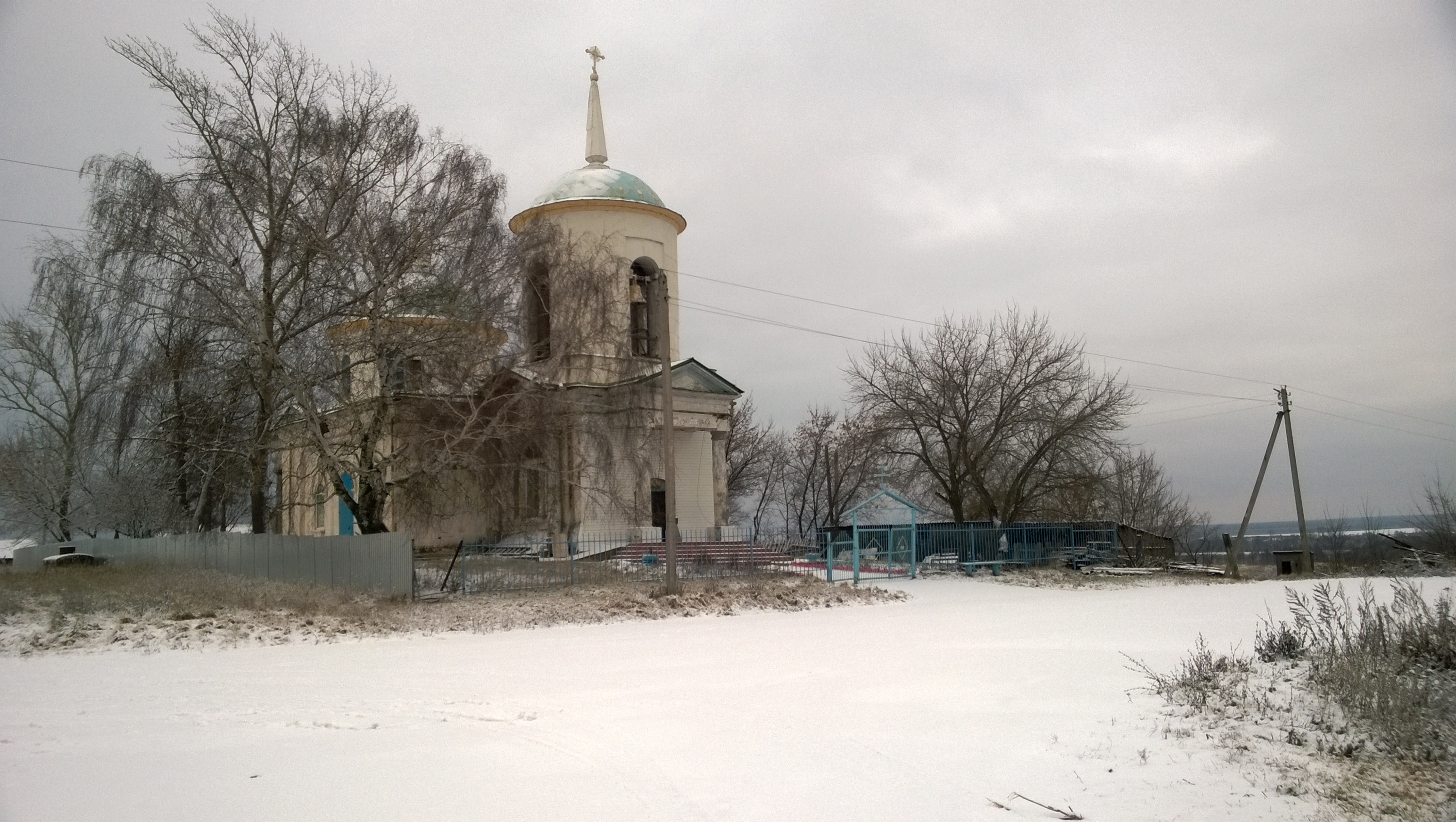
Храм в честь святых бессребреников и чудотворцев Космы и Дамиана. с. Кокрять.
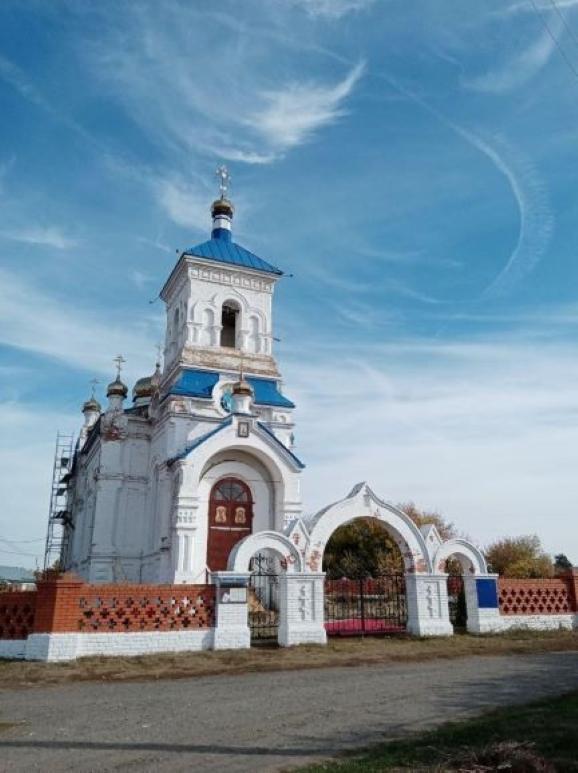
Церковь Боголюбской иконы Божией Матери. с. Ивановка.
Церковь Покрова Пресвятой Богородицы. с. Новиковка.
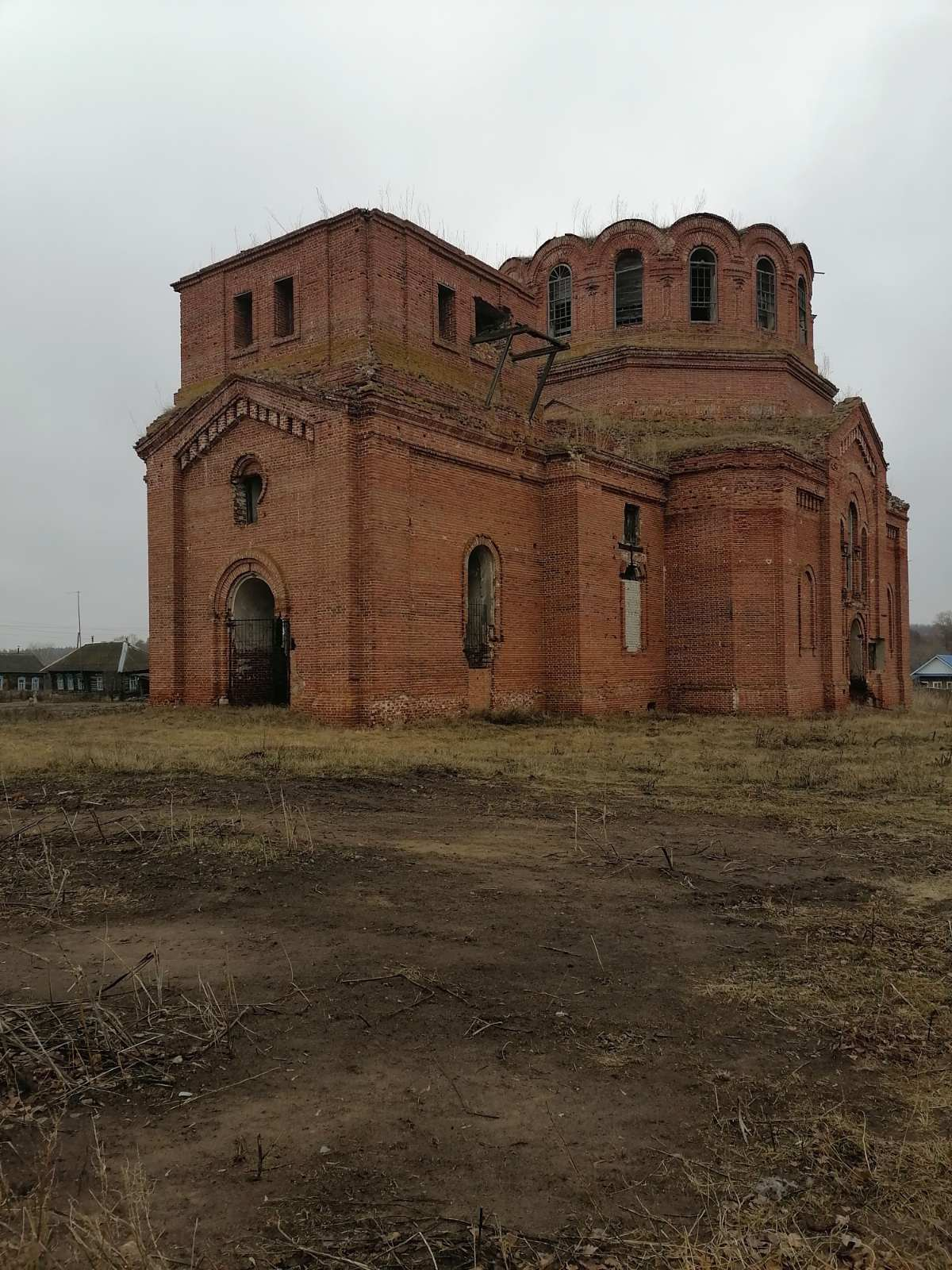
Храм в честь Покрова Пресвятой Богородицы. с. Красная Река.
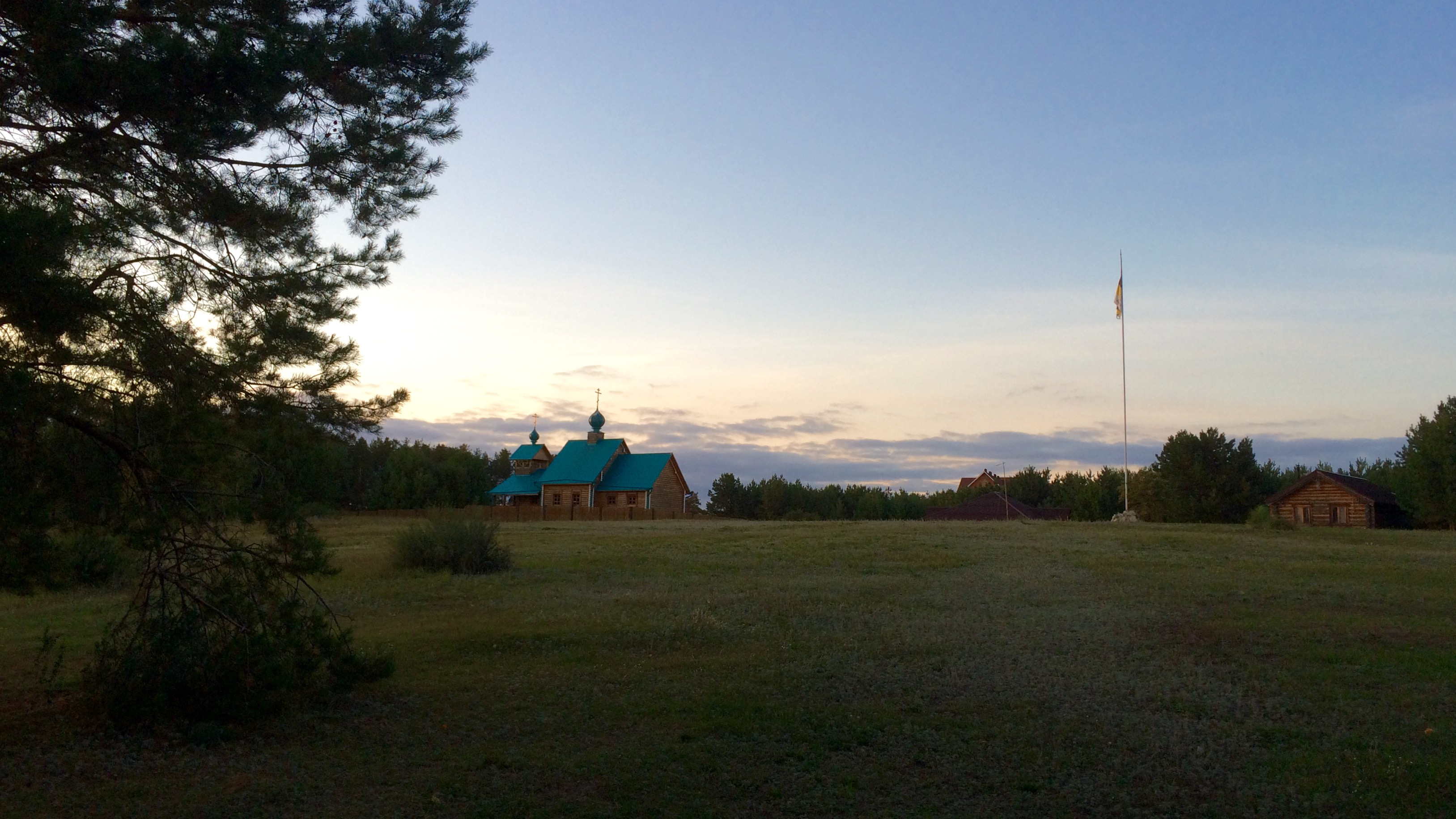
Храм Успения БМ на турбазе "Русский Берег", ныне с. Успенское.

## Известные люди
- Родившиеся в Старомайнском районе;
- Ежов, Константин Андреевич — Герой Советского Союза;
- Кандалый, Габдельджаббар — татарский поэт;
- Филиппов, Василий Иванович — полный кавалер орденов Славы;
- Титов Алексей Фёдорович — Герой Советского Союза;
- Соболевский Анатолий Фёдорович — Герой Советского Союза;
- Бильданов Абдулла Бильданович — полный кавалер орденов Славы;
- Неверов Александр Сергеевич — писатель;
- Новопольцев Абрам Кузьмич — сказочник;
- Наганов Алексей Фёдорович — Героя Брестской крепости, уроженец села Красная Река[49];
- Савельев Александр Фёдорович — Герой Советского Союза;
- Владимир Иванович Долматов — полный кавалер Георгиевского креста, участник Первой мировой войны.
- Зуев Василий Иванович (1870—1941) — художник-миниатюрист, работал у Николая II и с Фаберже.
- Шубин, Олег Анатольевич — спортсмен.
- Максимов, Николай Гордеевич — Герой Советского Союза;
- Сидоров, Александр Филиппович — участник Великой Отечественной войны, полный Кавалер ордена Славы.
- Аладьин, Алексей Фёдорович  — член I Государственной Думы от Симбирской губернии.
- Козлов, Александр Владимирович — советский административный руководитель, заслуженный строитель Марийской АССР.
- Умов Иван Павлович (1883-1961) — вице-консул России в Египте, поэт, переводчик и музыкант
- Умов Алексей Иванович ― управляющий Симским горным округом в 1883―1918 годах, основатель Аша-Балашовского завода.